# بسکتبال با ویلچر در پارالمپیک تابستانی ۲۰۲۰ – مسابقات زنان
 رویداد زنان در پارالمپیک تابستانی ۲۰۲۰ در توکیو، در ۲۵ اوت شروع و در ۴ سپتامبر ۲۰۲۱ به پایان می‌رسد. بازی‌های مقدماتی در ورزشگاه ماساشینو فورست و فینال در آریاکه آرنا برگزار خواهند شد. این چهاردهمین دوره مسابقات از زمان آغاز مسابقات در پارالمپیک تابستانی ۱۹۶۸ در تل آویو است.
۱۰ تیم در دو گروه ۵ تیمی تقسیم می‌شوند که چهار تیم اول هر گروه به مرحله حذفی راه پیدا می‌کنند. از این مرحله به بعد مسابقات با قالب حذفی تا فینال ادامه پیدا می‌کند.

## تقویم مسابقات
| G | مرحله گروهی | ¼ | یک‌چهارم نهایی | ½ | نیمه‌نهایی | B | مسابقه برای مدال برنز | F | فینال |

| تاریخرویداد | چهارشنبه ۲۵ اوت | پنجشنبه ۲۶ اوت | جمعه ۲۷ اوت | شنبه ۲۸ اوت | یکشنبه ۲۹ اوت | دوشنبه ۳۰ اوت | سه شنبه ۳۱ اوت | چهارشنبه ۱ سپتامبر | پنجشنبه ۲ سپتامبر | جمعه ۳ سپتامبر | شنبه ۴ سپتامبر | شنبه ۴ سپتامبر |
| ----------- | --------------- | -------------- | ----------- | ----------- | ------------- | ------------- | -------------- | ------------------ | ----------------- | -------------- | -------------- | -------------- |
| زنان        | G               | G              | G           | G           | G             |               | 1/4            |                    | 1/2               |                | B              | F              |

## انتخابی
| نحوه کسب سهمیه              | تاریخ                     | مکان       | تعداد | راه یافته                                                       |
| --------------------------- | ------------------------- | ---------- | ----- | --------------------------------------------------------------- |
| کشور میزبان                 | —                         | —          | ۱     | ژاپن (JPN)                                                      |
| قهرمانی اروپا ۲۰۱۹          | ۲۹ ژوئن – ۷ ژوئیه ۲۰۱۹    | روتردام    | ۴     | هلند (NED) · بریتانیای کبیر (GBR) · آلمان (GER) · اسپانیا (ESP) |
| بازی‌های پاراپان امریکن ۲۰۱۹ | ۲۳ اوت – ۱ سپتامبر ۲۰۱۹   | لیما       | ۲     | کانادا (CAN) · ایالات متحده آمریکا (USA)                        |
| قهرمانی آسیا/اقیانوسیه ۲۰۱۹ | ۲۹ نوامبر – ۷ دسامبر ۲۰۱۹ | پاتایا     | ۲     | استرالیا (AUS) · چین (CHN)                                      |
| قهرمانی آفریقا ۲۰۲۰         | ۱–۷ مارس ۲۰۲۰             | ژوهانسبورگ | ۱     | الجزایر (ALG)                                                   |
| مجموع                       |                           |            | ۱۰    |                                                                 |

## مرحله گروهی

### گروه A
| رتبه | تیم            | بازی | برد | باخت | اب  | اا  | ت‌ا   | درصد برد | امتیاز | صلاحیت        |
| ---- | -------------- | ---- | --- | ---- | --- | --- | ---- | -------- | ------ | ------------- |
| ۱    | آلمان          | ۴    | ۴   | ۰    | ۲۴۸ | ۲۰۴ | ۴۴   | ۱۰۰.۰    | ۸      | یک‌چهارم نهایی |
| ۲    | کانادا         | ۴    | ۳   | ۱    | ۲۶۷ | ۱۸۵ | ۸۲   | ۷۵.۰     | ۷      | یک‌چهارم نهایی |
| ۳    | ژاپن (H)       | ۴    | ۲   | ۲    | ۲۱۶ | ۲۱۵ | ۱    | ۵۰.۰     | ۶      | یک‌چهارم نهایی |
| ۴    | بریتانیای کبیر | ۴    | ۱   | ۳    | ۲۱۲ | ۲۱۸ | ۶-   | ۲۵.۰     | ۵      | یک‌چهارم نهایی |
| ۵    | استرالیا       | ۴    | ۰   | ۴    | ۱۸۰ | ۳۰۱ | ۱۲۱- | ۰.۰      | ۴      |               |

(H): میزبان

### گروه B
| رتبه | تیم                 | بازی | برد | باخت | اب  | اا  | ت‌ا   | درصد برد | امتیاز | صلاحیت        |
| ---- | ------------------- | ---- | --- | ---- | --- | --- | ---- | -------- | ------ | ------------- |
| ۱    | چین                 | ۴    | ۴   | ۰    | ۲۰۷ | ۱۳۳ | ۷۴   | ۱۰۰.۰    | ۸      | یک‌چهارم نهایی |
| ۲    | هلند                | ۴    | ۳   | ۱    | ۲۷۸ | ۱۴۵ | ۱۳۳  | ۷۵.۰     | ۷      | یک‌چهارم نهایی |
| ۳    | ایالات متحده آمریکا | ۴    | ۲   | ۲    | ۲۲۹ | ۱۶۵ | ۶۴   | ۵۰.۰     | ۶      | یک‌چهارم نهایی |
| ۴    | اسپانیا             | ۴    | ۱   | ۳    | ۱۶۷ | ۱۸۵ | ۱۸-  | ۲۵.۰     | ۵      | یک‌چهارم نهایی |
| ۵    | الجزایر             | ۴    | ۰   | ۴    | ۷۲  | ۳۲۵ | ۲۵۳- | ۰.۰      | ۴      |               |

## رده‌بندی نهایی
| رتبه | تیم |
| ---- | --- |
| 1    |     |
| 2    |     |
| 3    |     |
| ۴    |     |
| ۵    |     |
| ۶    |     |
| ۷    |     |
| ۸    |     |